# Трактовый (Новосибирская область)
Тра́ктовый — посёлок в Татарском районе Новосибирской области. Входит в состав Новопокровского сельсовета.

## История
В 1976 году указом Президиума Верховного Совета РСФСР посёлок зверофермы переименован в Трактовый.

## Население
| 2002 | 2007 | 2010 |
| ---- | ---- | ---- |
| 19   | ↘11  | ↗14  |

## Инфраструктура
В посёлке по данным на 2007 год отсутствует социальная инфраструктура.